# Акула кишенькова
Акула кишенькова (Mollisquama parini) — вид роду Mollisquama родини змієподібні акули. На тепер ще достатньо не вивчена.

## Опис
Загальна довжина досягає 40 см. За свій розмір отримала таку назву. Голова коротка. Морда довга з товстими губами. Очі помірного розміру, горизонтальні. У неї 5 пар зябрових щілин. П'ята щілина майже у 2 рази більше першого. Тулуб видовжений. Особливістю цієї акули є наявність під грудними плавцями шкіряних «кишень»-отворів, проте їх призначення поки ще невідоме. Має 2 майже однакових спинних плавця. Перший спинний плавець розташовано далеко за грудними плавцями. Анальний плавець відсутній. Хвостовий плавець має більш розвинену верхню лопать. На тілі є флуорисцентні ділянки.
Забарвлення коричневе, кінчики плавців світліше.

## Спосіб життя
Тримається на глибинах близько 330 м. Вдень спускається на глибини, вночі підіймається вище до поверхні. Живиться дрібною костистою рибою та ракоподібними.
Це яйцеживородна акула.

## Розповсюдження
Мешкає у південно-східній частині Тихого океану — 1200 км від узбережжя Чилі. У 2010 році одну особину виловлено у 305 км від узбережжя штату Луїзіана (США).